# Proliferación de licencias
Se denomina proliferación de licencias a los problemas creados cuando se redactan licencias de software adicionales de paquetes de software. La proliferación de licencias afecta a la comunidad del software libre. A menudo cuando un desarrollador de software desea combinar porciones de diferentes programas de software se encuentra con dificultades o imposibilidades a causa de que las licencias son incompatibles.
En aquellos casos en que es posible combinar trozos de software bajo dos licencias diferentes para formar un elemento de software mayor, se dice que las licencias son compatibles. En la medida que el número de licencias aumenta, aumenta la probabilidad que un desarrollador de Free and open source software (FOSS) desee combinar software disponible que está comprendido por licencias incompatibles. Además este problema resulta en un aumento del costo en que incurren aquellas compañías que desean evaluar cada licencia FOSS de los paquetes de software que utilizan. En un sentido estricto nadie se manifiesta a favor de la proliferación de licencias. El tema surge de la tendencia de las organizaciones de redactar nuevas licencias de software para atender a las necesidades reales o que se perciben como reales de los productos de software que producen estas organizaciones.